# Wehrkirche Friesau

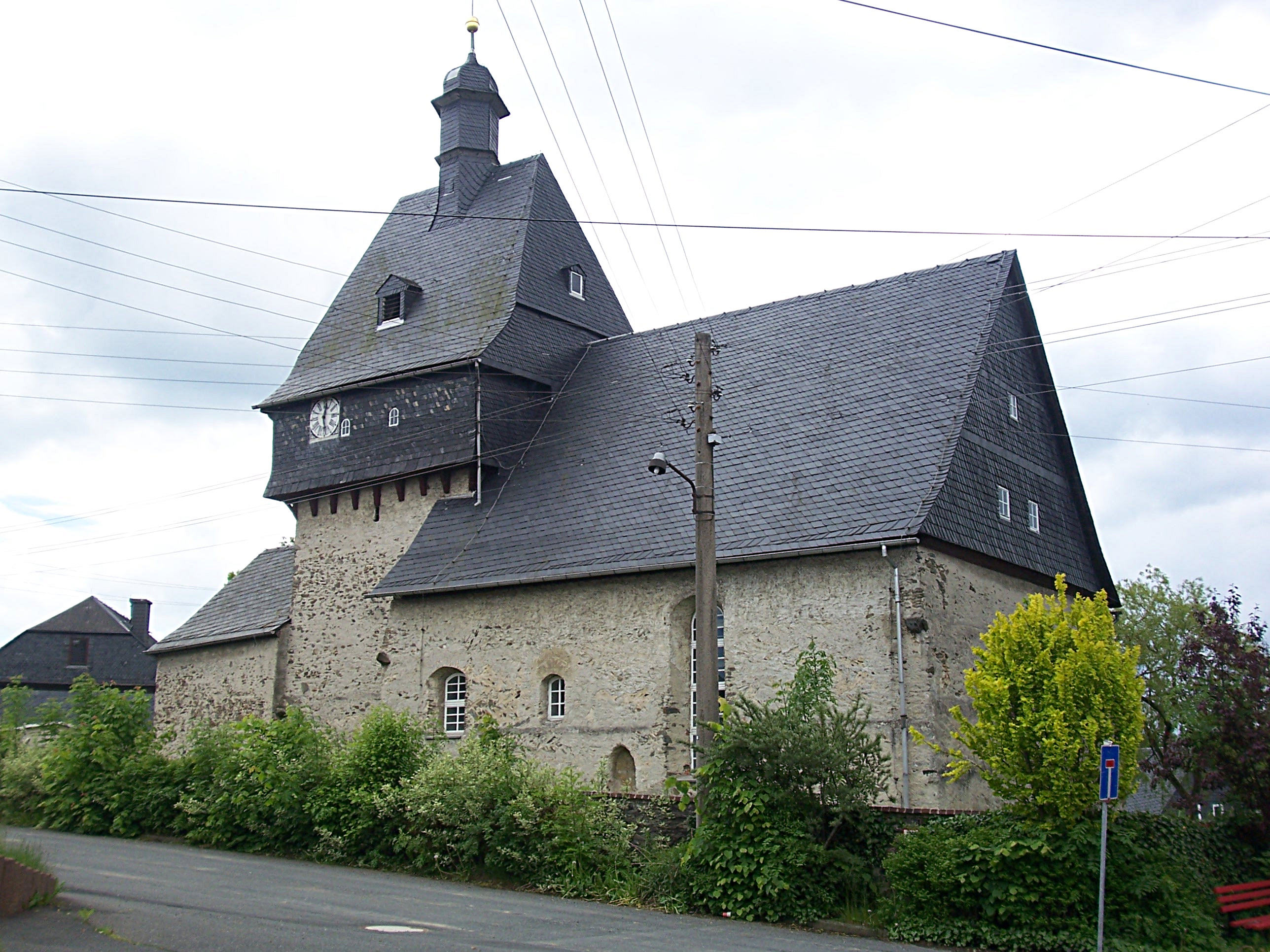
Wehrkirche Friesau

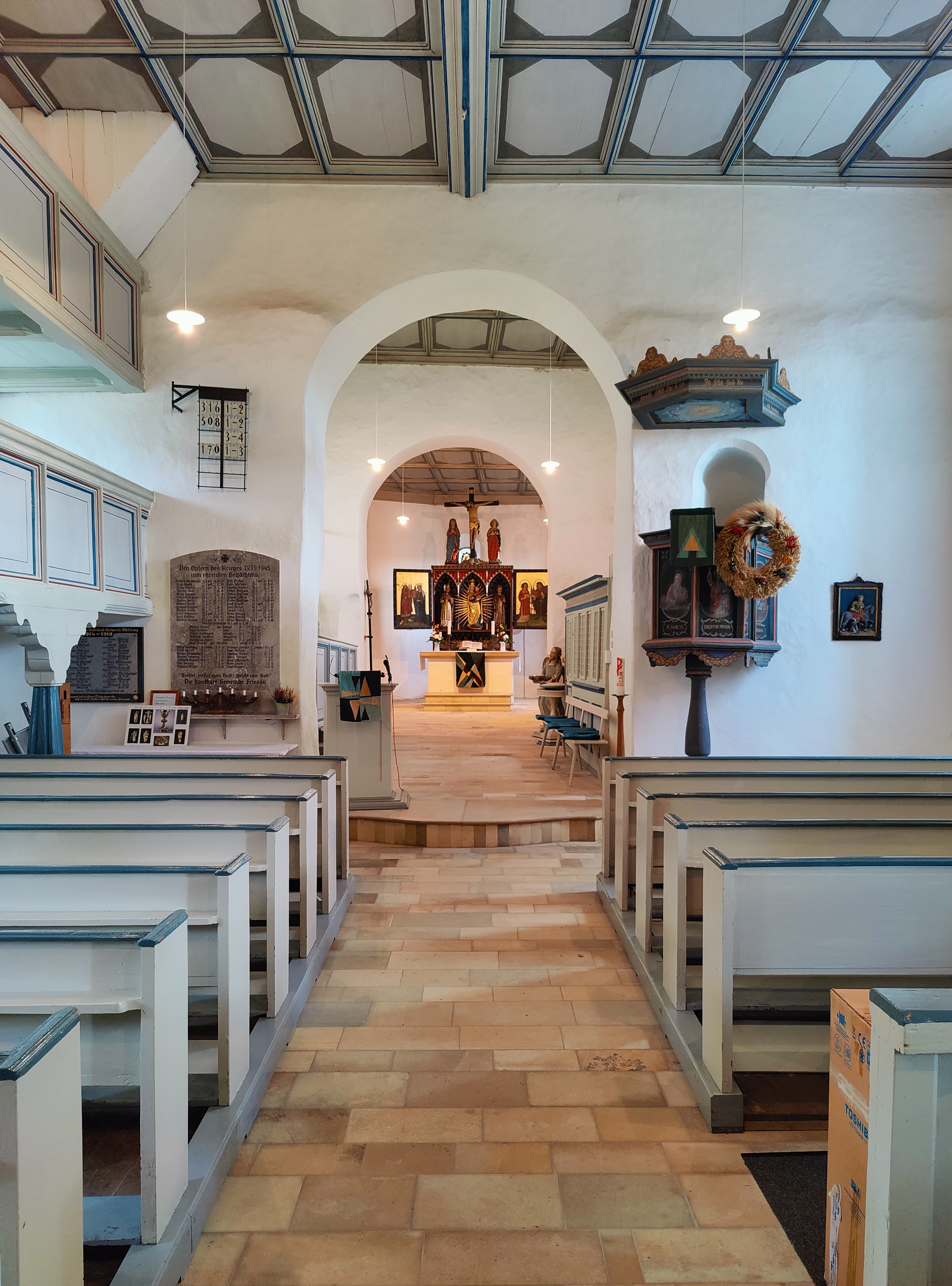
Innenraum nach Osten

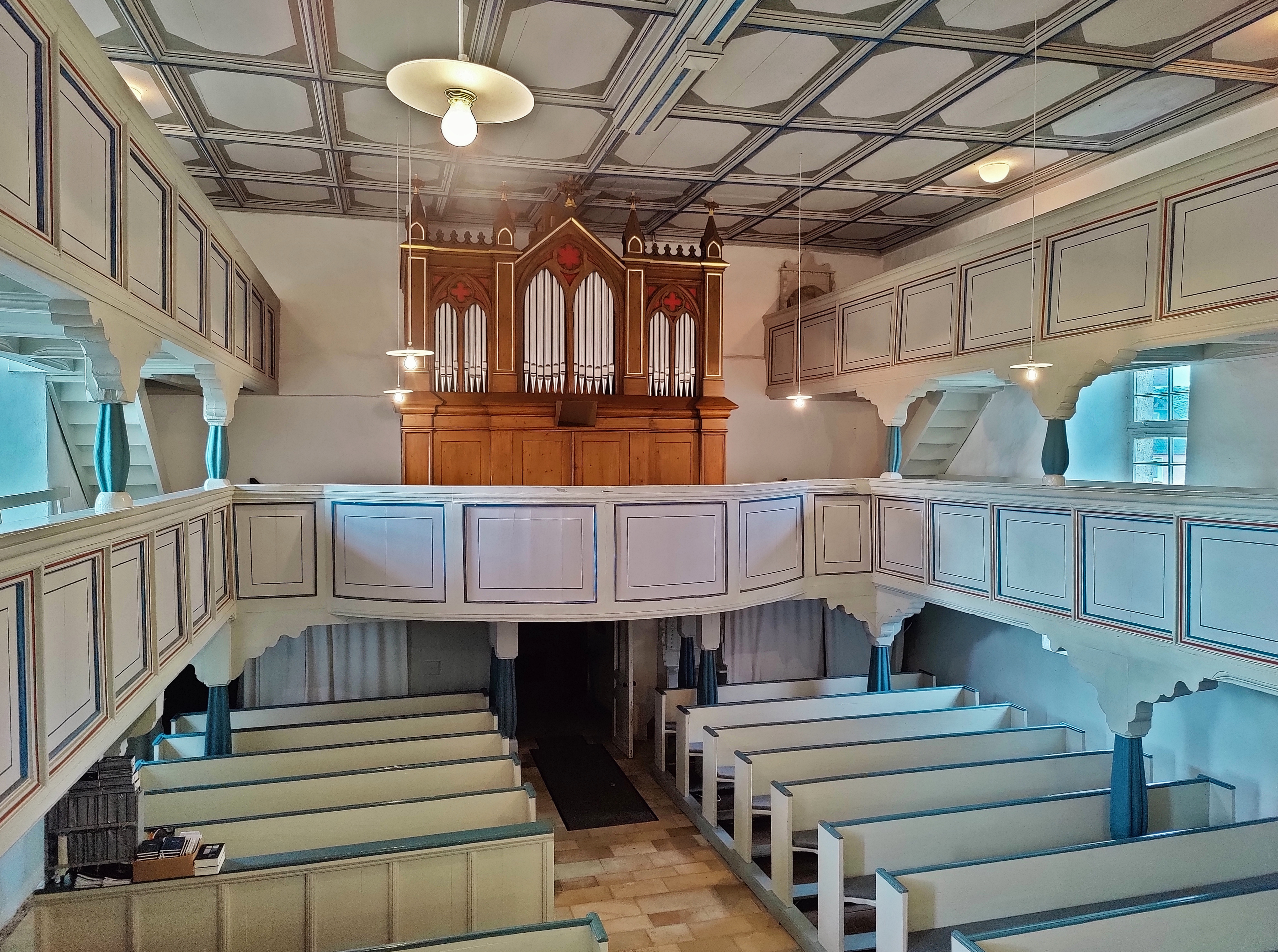
Innenraum, Blick zur Eifert-Orgel (2022)

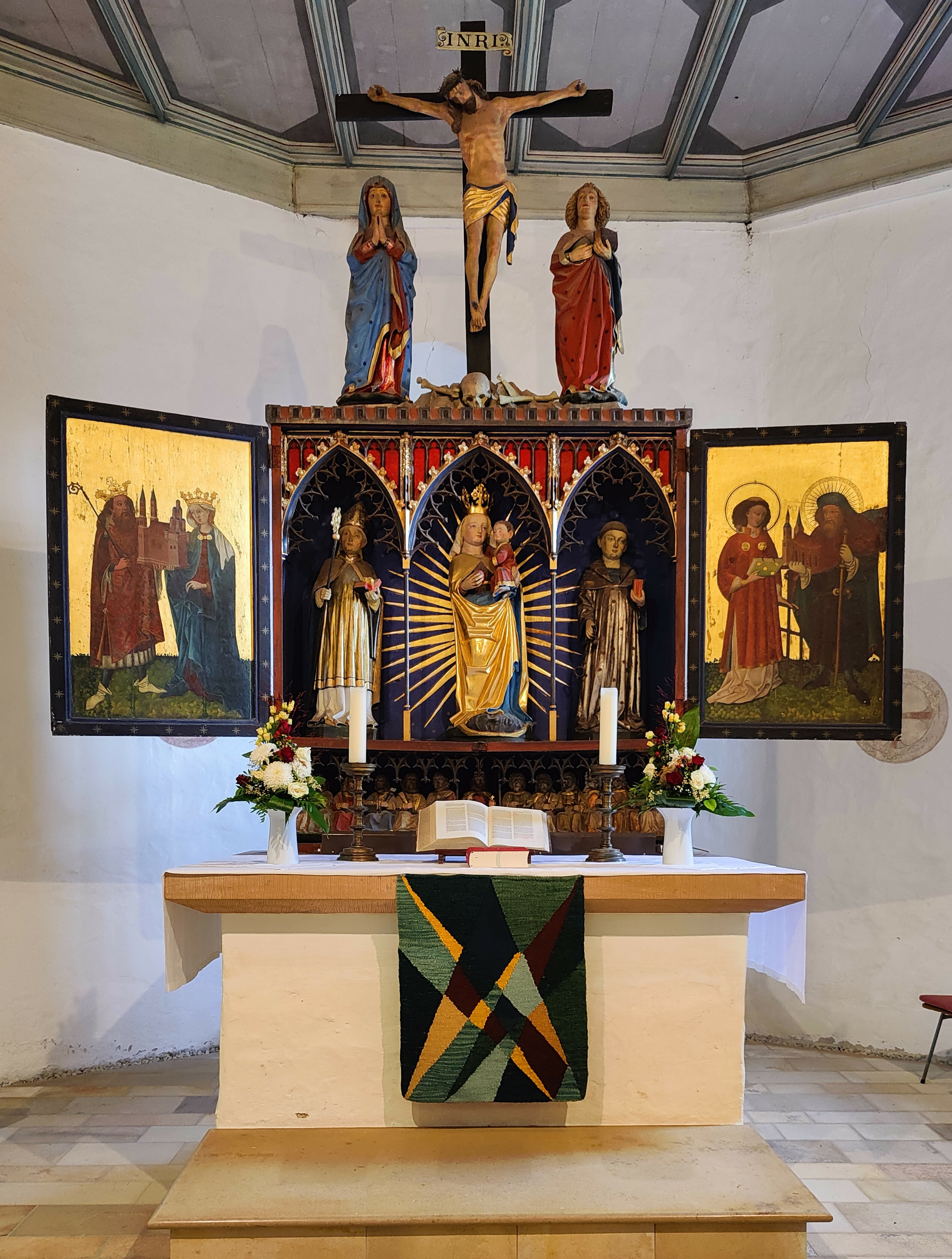
Hauptaltar

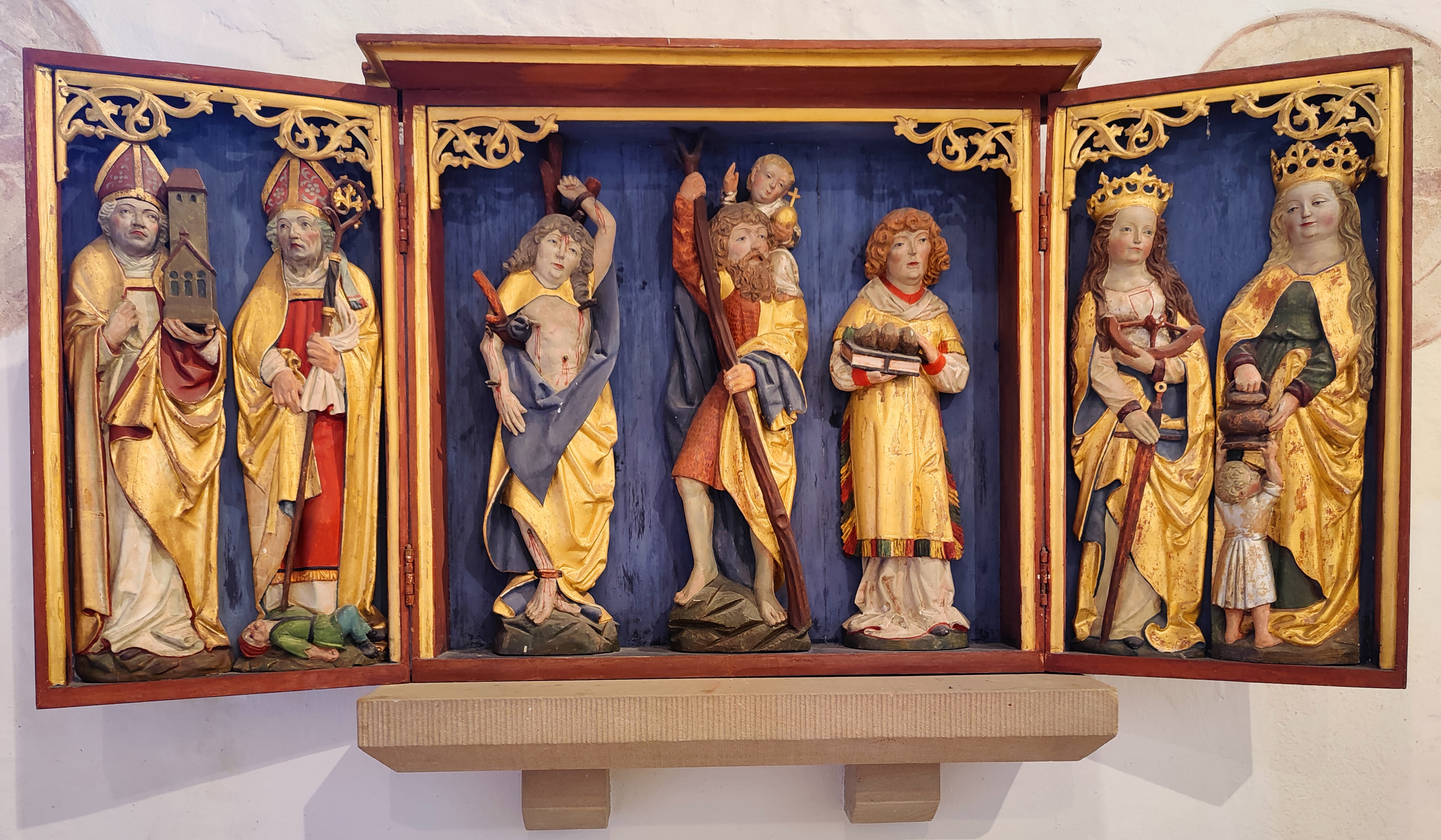
Seitenaltar an der Chorsüdwand

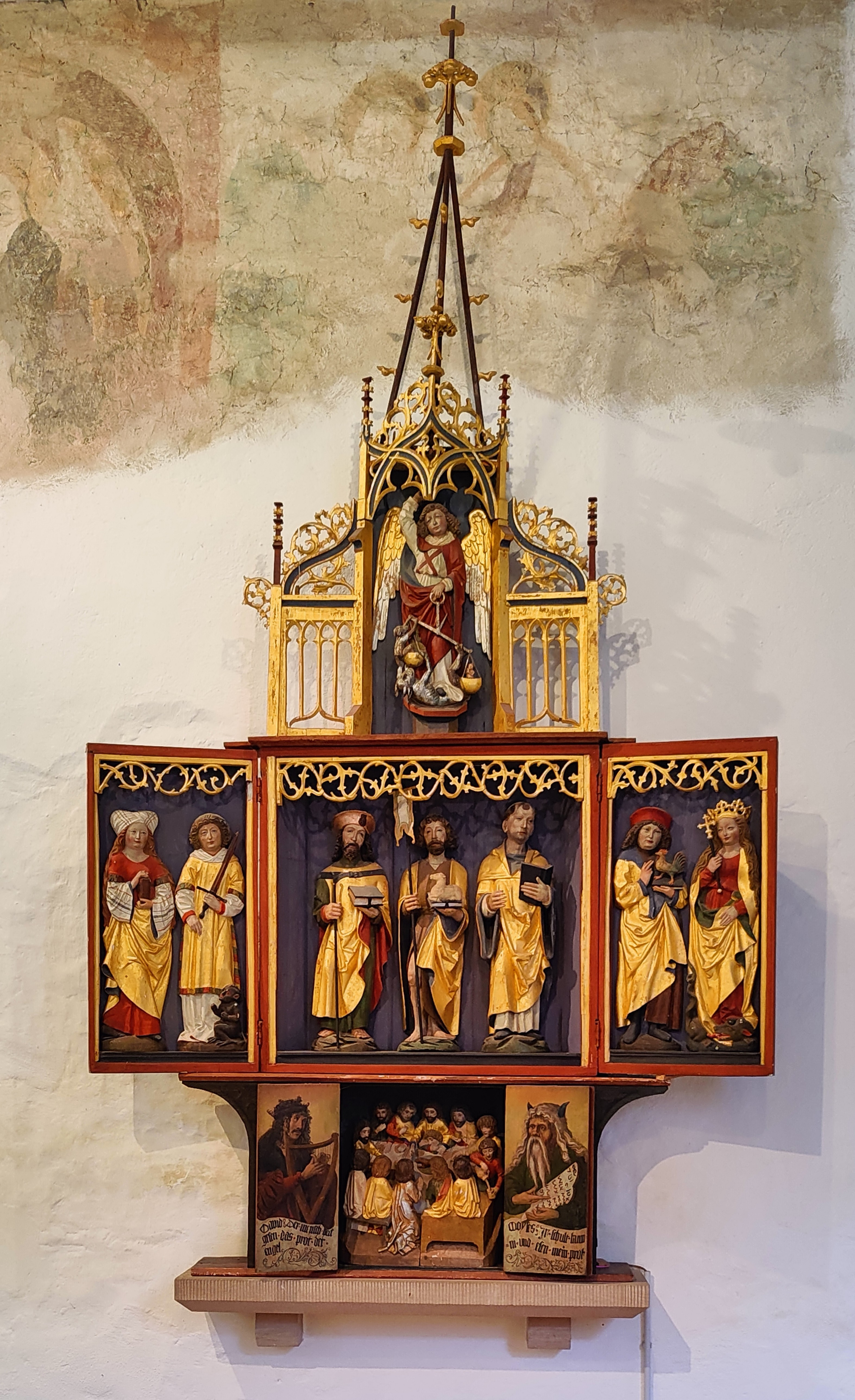
Seitenaltar an der Chornordwand

Die Wehrkirche im Ortsteil Friesau der Stadt Saalburg-Ebersdorf im Saale-Orla-Kreis liegt im Südostthüringer Schiefergebirge im Schleizer und Lobensteiner Oberland. Sie befindet sich mitten im Dorf und gehört zum Pfarrbereich Zoppoten im Kirchenkreis Schleiz der Evangelischen Kirche in Mitteldeutschland.

## Geschichte und Architektur
Die evangelische Pfarrkirche, ehemals St. Leonhard und Nikolaus, ist eine romanische Chorturmkirche mit rechteckigem Kirchenschiff (13. Jahrhundert) und eingezogenem Turm mit Apsis. In den Jahren 1415–1440 erfolgte eine Erweiterung durch einen rechteckigen Choranbau mit dreiseitigem polygonalem Abschluss. Im Rahmen dieses Umbaus, der mit der steigenden Bedeutung Friesaus als Wallfahrtsort eines Leonhardskults zusammenhängen könnte, wurde auch das Schiff erhöht. Das hohe Schieferdach und der Turm haben einen auskragenden Rand und ein verschiefertes Abschlussgeschoss. Um 1880 wurde die Kirche renoviert und der heutige Turmaufbau aufgesetzt. Restaurierungsarbeiten wurden 1957 und 1972 durchgeführt. Die Formen und Größe der unterschiedlichen Fenster zeugen von den verschiedenen Phasen baulicher Eingriffe (die einzige überlieferte Jahreszahl ist 1687).
Der Innenraum ist flachgedeckt, im Schiff sind zweigeschossige Emporen eingebaut. Im oberen Bereich der Chornordwand wurden Reste eines Wandmalereizyklus freigelegt (möglicherweise eine Verkündigung), die vermutlich im Zusammenhang mit dem Umbau im 15. Jahrhundert entstanden sind.

## Ausstattung
Die Bedeutung der Kirche im Spätmittelalter spiegelt sich auch in den drei erhaltenen mittelalterlichen Flügelaltären wider. Das Retabel auf dem Hauptaltar im Chor ist auf das Jahr 1447 datiert und wurde 1910 und letztmals 1982 restauriert. In der Predella ist ein Relief mit Christus inmitten der zwölf Apostel, der Mittelschrein ist mit farbig gefassten Schnitzfiguren versehen, die Farbfassung erfolgte vermutlich nach Befund im Jahr 1910. In spitzbogigen Öffnungen mit Blendmaßwerk ist eine Strahlenkranzmadonna flankiert von den Kirchenpatronen Nikolaus und Leonhard zu sehen. Die Seitenflügel zeigen in feiner Tafelmalerei auf Goldgrund links Heinrich II. und Kunigunde, rechts Laurentius und Sebaldus. Die Rückseiten der Flügel zeigen links Sigismund von Burgund und Petrus, rechts Andreas und Johannes den Täufer. Im unteren Bereich sind die Stifter dargestellt, links, dem Wappen nach der Patrizier Sigismund I. Fürer von Haimendorf, welcher im Thüringer Wald Erzbergbau und Saigerhüttenbetriebe unterhielt. Rechts ist mit dem Handelszeichen im Wappen sein Faktor dargestellt. Auf Grund der herausragenden Stellung als Kaufmann und Ratsangehöriger in Nürnberg ist anzunehmen, dass der Altar dort, eventuell sogar in einer bedeutenden Werkstatt (möglicherweise vom Meister des Tucheraltars?) gefertigt wurde. Auf dem Schrein ist eine freistehende Kreuzigungsgruppe zu sehen, die Rückseite ist weniger kunstfertig mit der Gregorsmesse gestaltet, darunter das Schweißtuch Christi. Der Seitenaltar an der Chornordwand ist ein Flügelaltar, der 1982 restauriert wurde. Die Predella mit Abendmahlsrelief und seitlichen bemalten Flügeln zeigt links David, rechts Moses. Im Schrein sind Schnitzfiguren zu sehen: Johannes der Täufer, links Jakobus der Ältere und rechts Leonhard; in den Seitenflügeln links Magdalena und Cyriakus, rechts Veit und Margarete. Im geschlossenen Zustand zeigen beide Flügel zusammen den heiligen Georg im Kampf
mit dem Drachen. Ein Maßwerkaufsatz ist mit der Schnitzfigur des Erzengels Michael mit der Waage ausgestattet.
Vom Seitenaltar an der Chorsüdwand ist nur noch der Schrein erhalten, der ebenfalls 1982 restauriert wurde. Im Zentrum steht ein geschnitzter Christophorus, rechts Stephanus, links Sebastian. Die Seitenflügel zeigen Wolfgang und Valentin (links), Katharina und Elisabeth (rechts), im geschlossenen Zustand die Gregorsmesse. Beide Seitenaltäre werden dem Saalfelder Hans Gottwald von Lohr zugeschrieben und auf die Zeit um 1516 datiert. Die Kanzel ist auf 1699 datiert und wurde 1883 renoviert. Rechts neben der Kanzel aus dem Jahr 1699 befindet sich das Relief des Heiligen Martin, das zu einem siebenfigurigen Altarfragment gehört. Dieser Schutzpatron der Franzosen ist ein in Thüringer Kirchen oft dargestellter Heiliger. Er trennt mit seinem Schwert ein Stück von seinem Mantel für einen Bettler ab.
Ein kunstvoll ziselierter Abendmahlskelch mit zahlreichen Heiligendarstellungen wurde vom Schleizer Goldschmied Andreas Eckhart gearbeitet und vom Bürgermeister von Schleiz 1509 gestiftet; er wiederholt die Figuren des Hauptaltars.

## Orgel
Die Orgel wurde 1883 von Adam Eifert erbaut. Das Werk verfügt über 12 Register auf zwei Manualen und Pedal. Eine Restaurierung erfolgte 2005/2006 durch die Nachfolgefirma Eiferts, Orgelbau Schönefeld. Die Disposition lautet wie folgt:
| I Manual C–f3  |     |
| Bordun         | 16′ |
| Principal      | 8′  |
| Hohlflöte      | 8′  |
| Viola di Gamba | 8′  |
| Octave         | 4′  |
| Octave         | 2′  |
| Mixtur III     | 2′  |

| II Manual C–f3   |    |
| Lieblich Gedackt | 8′ |
| Salicional       | 8′ |
| Gemshorn         | 4′ |

| Pedal C–d1  |     |
| Subbass     | 16′ |
| Oktavenbass | 8′  |

- Koppeln: II/I, I/P
- Calcantenzug, Windablass